# Dawid Wolffsohn
Dawid Wolffsohn (ur. 9 października 1855 w Dorbianach, zm. 15 września 1914 w Bad Homburg vor der Höhe) – przedsiębiorca żydowskiego pochodzenia, członek ruchu syjonistycznego. Drugi prezydent Światowej Organizacji Syjonistycznej (lata 1905–1911).

## Życiorys

### Dzieciństwo i młodość
Dawid urodził się w 1855 roku w miasteczku Dorbiany w Imperium Rosyjskim (obecnie terytorium Litwy). Jego rodzice Isaac i Feiga Wolffsohn, byli religijnymi Żydami. Młody Dawid otrzymał od nich tradycyjne religijne wychowanie żydowskie. W 1872 roku, aby uniknąć zaciągu do armii carskiej, został wysłany do Cesarstwa Niemieckiego. Zamieszkał w mieście Kłajpeda w Prusach Wschodnich, gdzie spotkał rabina Izaaka Rülfa, który przyjął go jako swojego ucznia. Nauczył się języka niemieckiego i matematyki. Bardzo szybko Wolffsohn zapoznał się z wczesnymi ideami ruchu syjonistycznego.

### Działalność biznesowa
Jakiś czas później Wolffsohn przeniósł się do miejscowości Ełk (wówczas nazywającej się po niemiecku Lyck). Zamieszkał tam w domu hebrajskiego dziennikarza Dawida Gordona, który był redaktorem żydowskiej gazety Ha-Magid i gorącym entuzjastą powrotu narodu żydowskiego do Ziemi Izraela. Zapożyczył od niego wiele poglądów syjonistycznych. Rok później powrócił do Kłajpedy i otworzył sklep. Prowadząc działalność handlową podróżował po całych Prusach Wschodnich i wschodnich terenach Niemiec. Po licznych niepowodzeniach przeprowadził się do Papenburga we Fryzji, gdzie odniósł swój pierwszy sukces w biznesie. Został współwłaścicielem firmy handlującej drewnem Bernstein & Wolffsohn. Szybko wzbogacił się tak bardzo, że ufundował synagogę lokalnej społeczności żydowskiej. W 1888 roku Wolffsohn przeniósł swoją siedzibę do Kolonii, gdzie jeszcze bardziej się wzbogacił.

### Działalność syjonistyczna
W Kolonii został członkiem organizacji Chowewej Syjon. W 1893 roku wraz z Maksem Bodenheimerem założył Stowarzyszenie Kolonizacyjne na rzecz promocji rolnictwa i rzemiosła w Palestynie (niem Kölner Verein zur Förderung von Ackerbau und Handwerk in Palästina). Rok później założyli Syjonistyczne Stowarzyszenie Niemiec (niem Zionistische Vereinigung für Deutschland). Gdy w lutym 1896 roku Theodor Herzl opublikował swój słynny artykuł „Państwo żydowskie” (niem. Der Judenstaat), Wolffsohn został jego zwolennikiem. Już 26 kwietnia spotkał się w Wiedniu z Herzlem, któremu zaoferował współpracę i otworzył dostęp do niemieckiego oddziału Chowewej Syjon. Obaj szybko się zaprzyjaźnili, a ich związek był tak silny, że Wolffsohn był nawet opiekunem dzieci Herzla.
Wolffsohn był aktywnie zaangażowany w organizację w 1897 roku Pierwszego Kongresu Syjonistycznego w Bazylei. Od tego czasu należał do grona najbardziej aktywnych liderów Światowej Organizacji Syjonistycznej. Wspierał Herzla szczególnie w sprawach biznesowych, organizując strukturę finansową Żydowskiego Trustu Kolonialnego. Zdecydowane i twarde postępowanie Wolffsohna pomagało Herzlowi w kierowaniu krajowymi oraz międzynarodowymi strukturami ruchu syjonistycznego. W 1899 roku Wolffsohn wszedł w skład delegacji syjonistycznej, która razem z Herzlem udała się pociągiem Orient Express do Konstantynopola. W dniu 18 października w Konstantynopolu miała miejsce pierwsza audiencja Herzla u cesarza Wilhelma II. Następnie delegacja syjonistyczna popłynęła statkiem do Palestyny, gdzie odwiedziła Jafę, Mikwe Jisra’el, Riszon le-Cijjon, Nes Cijjona i Rechowot. 28 października Herzl po raz drugi spotkał się z cesarzem (w Mikwe Jisra’el), a 2 listopada po raz trzeci (w Jerozolimie). Cesarz wyraził „życzliwe zainteresowanie”, poprzestając jednak tylko na ostrożnych ogólnikach, gdyż nie chciał wprawiać w zakłopotanie swojego sojusznika tureckiego sułtana. Natomiast sułtan był zajęty innymi konfliktami narodowościowymi w swym wielonarodowym państwie i nie wykazywał zrozumienia dla idei syjonistów. Tego samego dnia, Herzl i Wolffsohn wspólnie zasadzili drzewa (cedr i daktylowiec) w osadzie Moca na ówczesnych przedmieściach Jerozolimy.

Przedwczesna śmierć Herzla (w 1904) pogrążyła Wolffsohna w głębokiej depresji. Zdołał się jednak szybko otrząsnąć i jeszcze silniej zaangażował się w niestrudzoną pracę dla sprawy syjonizmu. Przy grobie Herzla powiedział: 
„Nie chciałeś, aby na twoim grobie wygłaszano przemówienia. Twoja wola jest dla nas święta. Przysięgam jednak, że ze wszystkich sił będziemy kontynuować rozpoczętą przez ciebie pracę, zawsze będziemy dbać o twoje dobre imię i nigdy ciebie nie zapomnimy, tak długo, jak Żydzi żyją na ziemi.”

Potem uklęknął z podniesioną ręką i zacytował werset biblijny: 
„Jeśli zapomnę cię, Jeruzalem, niech uschnie prawica moja!”
Wkrótce potem Wolffsohn opracował i wydał inicjowane przez Herzla wezwanie do narodu żydowskiego, aby zbierać środki finansowe na osadnictwo żydowskie w Palestynie. Wynik odezwy był słaby, a zebrana kwota okazała się niewielka. Wolffsohn związał się wówczas z Leonem Kellnerem i Johannem Kremenezkim, publikując zebrane pisma Herzla oraz otaczając opieką jego dzieci. Na Siódmym Kongresie Syjonistycznym, który odbył się w 1905 roku w Bazylei, Wolffsohn został wybrany drugim prezydentem Światowej Organizacji Syjonistycznej. Obowiązki te pełnił do 1911 roku. Zajmował on „pozycję pośrodku” pomiędzy czysto politycznym i praktycznym syjonizmem. Między innymi zaprojektował flagę Izraela. W 1907 roku udał się do Rosji, gdzie spotkał się z premierem Piotrem Stołypinem, jak również z ówczesnym rosyjskim ambasadorem w Konstantynopolu Grigorijem Zinowjewem. Rozszerzając dalej swoją działalność publiczną, udał się na Węgry, gdzie spotkał się z hrabią Gyula Andrássy. Starał się zapewnić przetrwanie ruchu syjonistycznego w obu krajach. W kolejnych latach odbył kilka podróży do Imperium osmańskiego, usiłując uzyskać kolejne zezwolenia i ułatwienia dla żydowskiej kolonizacji Palestyny. Negocjacje z tureckim rządem przerwała rewolucyjna działalność nacjonalistycznego ruchu Młodoturków. Gdy w 1911 roku przywództwo nad Światową Organizacją Syjonistyczną przejął Otto Warburg, Wolffsohn nadal pozostał aktywny w sferze finansowej i ekonomicznej aktywności ruchu.
Zmarł 15 września 1914 w Bad Homburg vor der Höhe. Pochowany w Kolonii. W 1952 roku jego szczątki przewieziono do Izraela i pochowano na Wzgórzu Herzla w Jerozolimie.

## Znaczenie
Osobowość i działalność Wolffsohna miała duży wpływ na rozwój całego ruchu syjonistycznego. Nawet jego wrogowie przyznali później, że jego długoletnia ciężka praca przyniosła wiele korzyści narodowi żydowskiemu. Był on symbolem syntezy Żydów z Europy Wschodniej i Europy Zachodniej, umiejącym zjednoczyć najlepsze cechy obu społeczności.